# Condado de Bothwell
Conde de Bothwell fue un título que se creó dos veces en la Nobleza de Escocia. Fue creado por primera vez para Patrick Hepburn en 1488, y se perdió en 1567. Posteriormente, el condado fue recreado para el sobrino del IV conde y heredero de la línea, Francis Stewart, cuyo padre era un hijo ilegítimo de Jacobo V de Escocia. La segunda creación se perdió en 1612, y aunque posteriormente se rehabilitó al heredero, el título nunca se restauró.
El título Duque de Orkney fue creado en la nobleza de Escocia en 1567 para James Hepburn, IV conde de Bothwell, con el título subsidiario Marqués de Fife. Todos los títulos fueron declarados perdidos en 1567.

## Condes de Bothwell

### Primera creación (1488-1567)
- Patrick Hepburn, I conde de Bothwell (m. 1508)
- Adam Hepburn, II conde de Bothwell (1492-1513)
- Patrick Hepburn, III conde de Bothwell (m. 1556)
- James Hepburn, IV conde de Bothwell (1535-1578) se convirtió en duque de Orkney en 1567

### Segunda creación (1587)
- Francis Stewart, V conde de Bothwell (1563-1612)
- Francis Stewart, VI conde de Bothwell (c. 1584-1640)
- Charles Stewart, VII conde de Bothwell (c. 1617-1651)
- Robert Stewart, VIII conde de Bothwell (fl. 1656)

El siguiente heredero parece haber sido el Capitán Francis Stewart de Coldingham, un oficial de caballería que comandó el ala izquierda realista en la Batalla de Bothwell Brig en 1679, y que parece haber muerto alrededor de 1683; la línea masculina no se ha trazado más allá de este punto.

## Duque de Orkney (1567)
- James Hepburn, I duque de Orkney (1535-1578) (pierde todos los títulos en 1567)